# 拉波尔塔
拉波尔塔（法語：La Porta，法語發音：[la pɔʁta]）是法国上科西嘉省的一个市镇，属于科尔泰区。

## 地理
拉波尔塔（42°25'22"N, 9°21'10"E）面积5.16 平方千米，位于法国上科西嘉省，该省份位于科西嘉北部，后者为地中海西部的一座岛屿，也是法国的一个单一领土集体，位于法国大陆部分的东南面，意大利半島的西面，最临近的地块是撒丁岛。
与拉波尔塔接壤的市镇（或旧市镇、城区）包括：皮亚诺、斯卡塔。

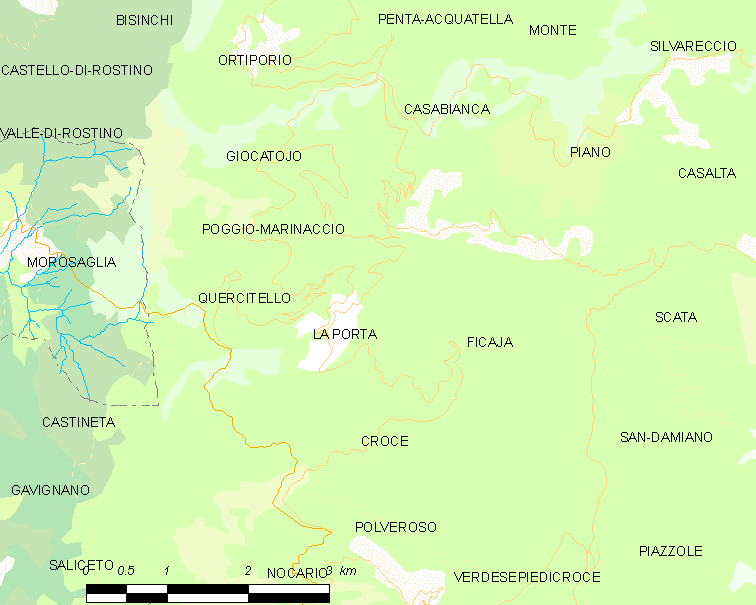
拉波尔塔的OSM定位图

拉波尔塔的时区为UTC+01:00、UTC+02:00（夏令时）。

## 行政
拉波尔塔的邮政编码为20237，INSEE市镇编码为2B246。

## 政治
拉波尔塔所属的省级选区为卡辛卡-富马尔托县。

## 人口

1962-2008年间拉波尔塔人口变化图示

拉波尔塔于2022年1月1日时的人口数量为191人。